# الكسندر بروس
الكسندر بروس (بالإنجليزية: Alexander Bruce)‏ هو نقابي ومهندس وسياسي نيوزلندي، ولد في 1838، وتوفي في 14 يوليو 1917.